# Franz-Josef Overbeck
Franz-Josef Overbeck, né le 19 juin 1964 à Marl (Rhénanie-du-Nord-Westphalie, Allemagne), est un théologien et prélat catholique allemand, évêque d'Essen depuis 2009 et évêque militaire de la Bundeswehr depuis 2011.

## Biographie
Franz-Josef Overbeck naît à Marl, du mariage d'Annette et Hans-Josef Overbeck, dans une famille d'agriculteurs. Son père, Hans-Josef, est également le fondateur de la distillerie Overbeck à Marl.
Après avoir terminé sa scolarité, en 1983, au Gymnasium de Marl, Franz-Josef étudie, pendant deux semestres, la philosophie et la théologie catholique. En 1984, il poursuit ses études au Collegium Germanicum et Hungaricum à Rome et sort diplômé de l'université pontificale grégorienne, d'une licence en philosophie et en théologie, en 1990.
Le 10 octobre 1989, en l'église Saint-Ignace-de-Loyola de Rome, il est ordonné prêtre, pour le diocèse de Münster, par le cardinal Joseph Ratzinger.
De 1990 à 1994, le P. Overbeck travaille comme aumônier, parallèlement à la poursuite de ses études. En 1994, il est nommé vicaire et recteur de la résidence étudiante allemande de Münster. Il est ensuite libéré de ses fonctions par Reinhard Lettmann pour qu'il puisse poursuivre des études universitaires. En 2000, à l'université de Münster, il obtient son doctorat avec une thèse sur « Dieu dans l'anthropologie et la théologie trinitaire », puis devient directeur de l'Institut pour le diaconat et la pastorale, dans le diocèse de Münster ainsi que commissaire épiscopale pour le diaconat permanent. En 2002, il est nommé assistant ecclésiastique de la Communauté de vie chrétienne.

### Épiscopat
Le 18 juillet 2007, le pape Benoît XVI le nomme évêque titulaire de Mathara-en-Numidie et évêque auxiliaire de Münster. Il est consacré évêque le 1er septembre 2007 par Reinhard Lettmann ; ses co-consécrateurs sont alors Heinrich Mussinghoff et Friedrich Ostermann.
Le 29 mars 2008, à la suite de la démission de Reinhard Lettmann, le chapitre de la cathédrale de Münster élit Franz-Josef Overbeck administrateur diocésain. Il exerce ainsi cette charge jusqu'à la nomination de Felix Genn, le 29 mars 2009.
En 2008, il est nommé, par John Patrick Foley, officier de l'Ordre équestre du Saint-Sépulcre de Jérusalem et est investi le 17 mai 2008, dans la cathédrale de Cologne, par Reinhard Marx, Grand Prieur de la Lieutenance allemande.
Le 28 octobre 2009, après son élection par le chapitre de la cathédrale d'Essen, Franz-Josef Overbeck est nommé évêque du diocèse d'Essen par le pape Benoît XVI. Son installation solennelle a alors lieu le quatrième dimanche de l'Avent, soit le 20 décembre 2009, dans la cathédrale d'Essen.
Le 24 février 2011, il est également nommé, par le pape Benoît XVI, évêque militaire de la Bundeswehr. Son installation a lieu le 6 mai 2011.
Depuis 2014, il est aussi membre du Conseil pontifical de la culture ainsi que de la fondation Centesimus Annus Pro Pontifice.
En mars 2018, il est élu vice-président de la COMECE (Commission des Episcopats de l’Union européenne).